# Mario Novelli
Mario Novelli (* 26. Februar 1940 in Rom; † 21. August 2016 ebenda) war ein italienischer Schauspieler, der meist als Anthony Freeman geführt wurde.

## Leben
Nach einem frühen Auftritt in Saffo venere di Lesbo wurde Novelli während eines Spanienaufenthaltes, wo er als Double für Stewart Granger und Stephen Boyd arbeitete, für den mythologischen Film entdeckt, in dem er aufgrund seiner Bodybuilder-Figur für den Produzenten Vincenzo Musolino einen der Gli invincibili fratelli Maciste verkörperte, für welchen Film er auch das Pseudonym Anthony Freeman kreierte. Etliche Filme, die ebenfalls auf seine Physis setzten, folgten. Novelli war jedoch zumeist als Stuntman, Fitnesstrainer und Waffenmeister beim Film tätig; seine Karriere konnte er bis weit in die 1980er Jahre hinein verlängern, als er nach dem Abebben der Genrefilm-Wellen (Sandalenfilm, Italowestern, Kriminalfilm) in Komödien, vielen kommerziell ausgerichteten Filmen und auch einigen wenigen anspruchsvollen Werken auftrat.

## Filmografie (Auswahl)
- 1960: Sappho, Venus von Lesbos (Saffo, Venere di Lesbo)
- 1964: Revanche für Spartacus (La vendetta di Spartacus)
- 1964: I tre centurioni
- 1964: Tribun und Verschwörer (Gli schiavi più forti del mondo)
- 1964: Der Untergang des Leopardenreiches (Gli invincibili fratelli Maciste)
- 1965: Herkules und die Prinzessin von Troja (Hercules and the Princess of Troy) (Fernsehfilm)
- 1965: Per una manciata d'oro
- 1965: Sieben gegen alle (Sette contro tutti)
- 1966: Django, der Rächer (Texas addio)
- 1966: Raumkreuzer Hydra – Duell im All (2 + 5: missione Hydra)
- 1967: Dos cruces en Danger Pass
- 1967: Rocco – der Einzelgänger von Alamo (Ballata per un pistolero)
- 1967: Western Jack (Un uomo, una cavalla, una pistola)
- 1969: Ein dreifach Hoch dem Sanitätsgefreiten Neumann
- 1969: Isabella – Mit blanker Brust und spitzem Degen (Isabella, ducchessa dei diavoli)
- 1969: Fräulein Doktor
- 1970: Spezialkommando Wildgänse (Appuntamento col disonore)
- 1970: Uccidi Django… uccidi per primo!!!
- 1971: Kreuzfahrt des Grauens (Ore di terrore)
- 1971: Un uomo chiamato Dakota
- 1971: Weihwasser Joe (Acquasanta Joe)
- 1972: Milano Kaliber 9 (Milano calibro 9)
- 1973: Il figlioccio del padrino
- 1973: Si può essere più bastardi dell'ispettore Cliff?
- 1975: L'albero di Guernica
- 1975: Flash Solo (Il giustiziere sfida la città)
- 1975: Verdammte, Heilige Stadt (Roma violenta)
- 1976: Come cani arrabiati
- 1976: Hanno ucciso un altro bandito
- 1976: Liebes Lager
- 1976: Stadt in Panik (Paura in città)
- 1976: Die Tatarenwüste (Il deserto dei Tartari)
- 1977: Der Mann aus Virginia (California)
- 1978: Alessia… un vulcano sotto la pelle
- 1978: Der Angriff kommt aus dem All, und auf der Erde herrscht Terror (Occhi dalle stelle)
- 1978: Heroin (Milano… difendersi o morire)
- 1978: Häutet sie lebend – Unternehmen Wildgänse (Scorticateli vivi)
- 1979: Play Motel
- 1979: Simon Templar – Ein Gentleman mit Heiligenschein: Das Mordkartell (Return of the Saint: Murder Cartel) (Fernsehserie, 1 Folge)
- 1978: Mord in Perfektion (Indagine su un delitto perfetto)
- 1980: Das süße Leben der Nonne von Monza (La vera storia della monaca di Monza)
- 1982: Assassinio al cimitero etrusco
- 1982: Nero – und die Huren des römischen Reiches (Nerone e Poppea)
- 1982: Le notti segrete di Lucrezia Borgia
- 1982: Das Schwert des Barbaren (Sangraal, la spada di fuoco)
- 1982:	Vai avanti tu che mi vien da ridere
- 1984: Die Schlacht der Centurions (I guerrieri dell'anno 2072)
- 1988: Delta Force Commando
- 1989: War Bus II (Afganistan – The Last War Bus)
- 1991: Verliebt in die Gefahr (Year of the Gun)
- 1997: Ein mörderisches Paar (Coppia omicida)
- 2000: Alex l'ariete